# آلکا هاموند
آلکا هاموند (انگلیسی: Aleqa Hammond؛ زادهٔ ۲۳ سپتامبر ۱۹۶۵) یک سیاست‌مدار اهل گرینلند است.